# Východoněmecké povstání
Východoněmecké povstání roku 1953 (německy Aufstand des 17. Juni) bylo povstání východoněmeckého obyvatelstva proti východoněmecké vládě. Začalo v Berlíně 16. června stávkou stavebních dělníků a rozvinulo se následujícího dne v široké protesty proti východoněmecké vládě. Bylo brzy násilně potlačeno sovětskými okupačními vojsky a východoněmeckou policií. Poslední protestní akce nespokojených občanů však byly zaznamenány ještě v červenci a došlo k nim v celkem asi 500 městech a obcích.

## Předchozí události
Od konce druhé světové války po celá čtyřicátá a padesátá léta se území budoucí NDR nacházelo v permanentní krizi. Rozbombardovaná města neposkytovala dostatek bytů, přičemž situace byla ještě zhoršena přílivem uprchlíků z polského záboru Německa. Metody sovětské okupační správy se řídily stalinským modelem, z čehož plynul tuhý centralismus, který nedovoloval soukromou ekonomickou iniciativu a tak vládl nedostatek jídla, nedostatek věcí denní potřeby a nedostatek paliv. Východní Němci byli také nuceni odvádět reparace a jejich průmyslové stroje byly demontovány a odvezeny do Sovětského svazu. Sílu této krize ukazuje počet emigrantů – v roce 1951 na západ uprchlo 166 000 lidí, v roce 1952 182 000 lidí a v roce 1953 více než 225 000.
Ekonomické problémy se loutková východoněmecká vláda snažila vyřešit „stachanovským“ systémem, kdy na jednotlivce vznášela požadavky na překračování výrobního plánu.
Už v roce 1952 v Magdeburku vypukla první dělnická stávka a v dubnu 1953 stávkovali dělníci za zlepšení špatných životních podmínek a proti oficiálně šířeným lžím o údajně rostoucí životní úrovni. Pokus politbyra utišit protesty „novým kurzem“ přišel příliš pozdě.
Tvrdošíjné zvyšování norem, nejistota po smrti Stalina a dlouho zadržované rozhořčení dělnictva vyústilo v povstání.

## Povstání

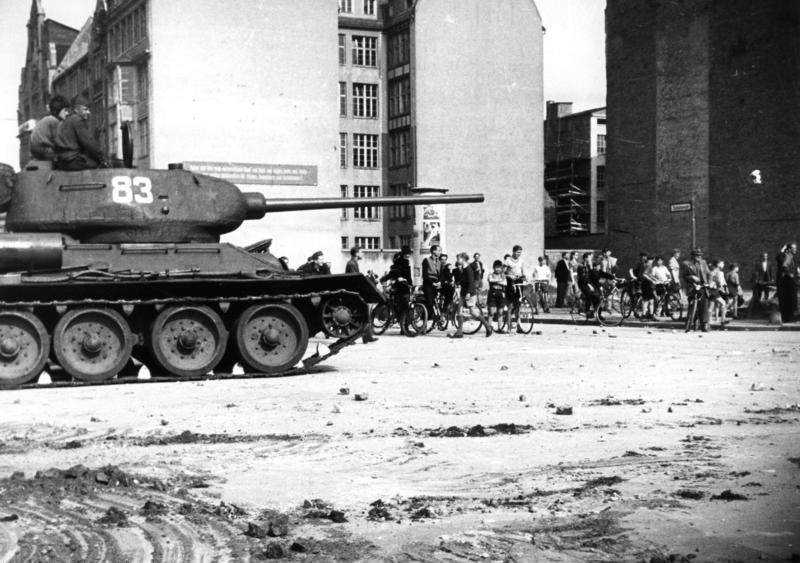
Sovětský tank T-34 při potlačování povstání

Dopoledne 16. června se na staveništi 40. bloku východoberlínské Stalinallee shromáždil průvod demonstrantů. S transparentem „Konec zvyšování norem!“ zahájilo asi tři sta stavebních dělníků svůj pochod. Bezprostředním iniciátorem pochodu bylo oznámení vlády, že hodlá zvýšit pracovní normy o 10 %, avšak při zachování stejného platu. Postupně se k nim připojilo dalších sedmnáct set lidí a tento dvoutisícový průvod se přesunul ke spolkovému předsednictvu FDGB (Svobodný německý odborový svaz) ve Wallstrasse. Když narazili na zavřené dveře, pochodovali demonstranti k budovám ministerstev na Leipziger Strasse. Rozhořčení davu, který se mezitím zpětinásobil, se ještě zvýšilo, když se s nimi nikdo nechtěl bavit. Nakonec se před nimi objevil ministr průmyslu Fritz Selbmann, pokusil se k nim promluvit, ale byl překřičen. Masy začaly požadovat odstoupení vlády.
17. června ulicemi Berlína pochodovalo 12 000 dělníků z oceláren v Hennigsdorfu, 16 000 dělníků z Reichsbahnbauunion. Na dvacet tisíc dělníků ze stavebnictví se shromáždilo na Strausberger Platz. Během dopoledne vstoupili do stávky dělníci nejdůležitějších průmyslových gigantů jako např. AEG, Kabelwerk Oberspree nebo elektrárny Klingenberg. V jedenáct hodin byl zastaven provoz tramvají. Protesty vyvrcholily masovou demonstrací 15 000 henningsdorfských a východoberlínských kovodělníků na stadionu Waltera Ulbrichta.
Dělníci začali organizovat stávkové výbory, které společně vznesly svůj hlavní politický požadavek – sjednocení Německa prostřednictvím transparentních a demokratických voleb.
Ve 13 hodin vyhlásil sovětský velitel města generálmajor Dibrov výjimečný stav. Sovětské tanky obsadily střed Berlína. Proti nim neozbrojení demonstranti nic nezmohli a tak se ulice vylidnily. Od 21:00 byl zákaz vycházení a situace se postupně uklidňovala.
18. června vypukly stávky mimo Berlín a brzy zachvátily celou zemi. Celkově se na stávce podílelo na 600 podniků s půl milionem dělníků. Proběhlo asi 560 místních demonstrací, manifestací, stávek a násilných činů proti úředním osobám.
Sovětské úřady přiznaly, že během povstání bylo zastřeleno sedm osob, ale ve skutečnosti jich bylo asi dvacet nebo čtyřicet.

## Důsledky

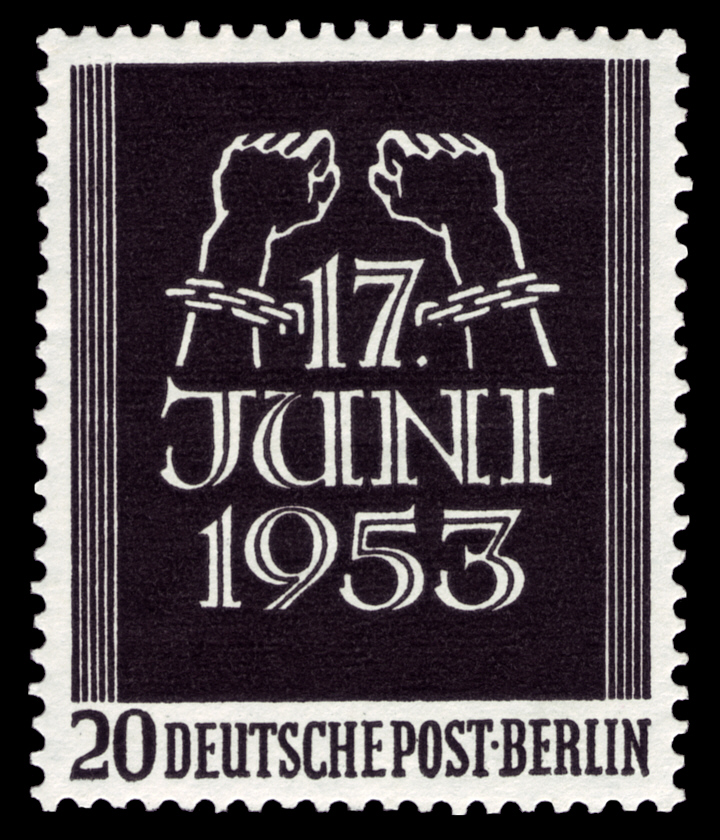
Západoberlínská známka připomínající povstání

Po rozdrcení povstání sovětskými jednotkami sáhla centrální vláda k tvrdým opatřením. V průběhu masivní vlny zatýkání bylo jen v Berlíně zadrženo 1744 osob včetně členů stávkových výborů. 23. června bylo ve východoněmeckých věznicích drženo na více než 6000 osob, k 1. červenci už počet dosahoval k deseti tisícům. Odsouzeno bylo 1500 obžalovaných, dva k trestu smrti.
Sporadické stávky a pasivní odpor pokračovaly až do 24. června, kdy Ministerstvo státní bezpečnosti vydalo tiskovou zprávu, že v zemi je už klid.
Konečné odhady počtu mrtvých na straně protestujících se pohybují mezi 55 a asi 500, přičemž jde jak o lidi zabité střelbou na ulicích, tak o vůdce povstalců potrestané smrtí. Odhadem 1200 lidí dostalo po potlačeném povstání tresty v celkové délce 6000 let nucených prací.
Bertolt Brecht po povstání napsal slavnou báseň:
Řešení
Po povstání 17. června
nechal tajemník Svazu spisovatelů
na Stalinově aleji rozhazovat letáky
na nichž stálo, že lid
prošustroval důvěru vlády
a jen dvojnásobnou prací
ji může získat zpátky. Nebylo by lepší,
aby vláda rozpustila lid
a zvolila si jiný?